# Jean-Paul Adam

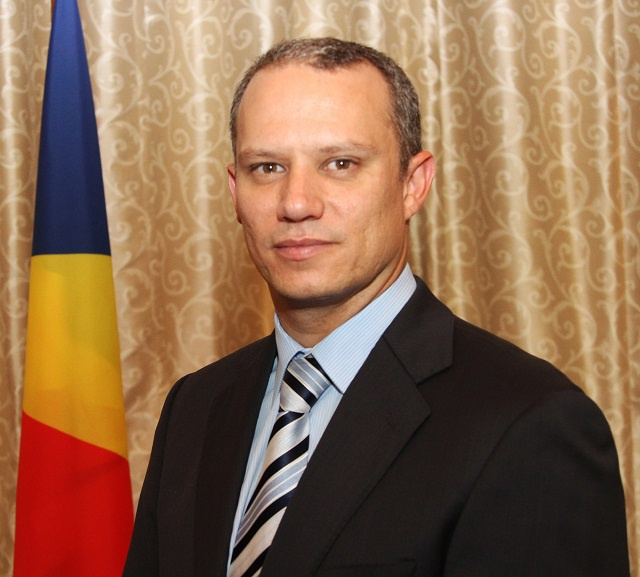
Jean-Paul Adam

Jean-Paul Adam (* 12. Juni 1977) ist ein Politiker der Seychellen. Er dient als Minister of Health and Social Affairs seit dem 30. Oktober 2020. Er war vorher Minister of Finance, Trade & The Blue Economy von 2015 bis 2016 und Minister for Foreign Affairs von 2010 bis 2015.

## Leben

### Ausbildung
Adams begann seine Bildung in den Seychellen. Für weiterführende Studien ging er nach England, wo er an der University of Sheffield einen Bachelor (Hons) in Englischer Literatur und in Französisch erwarb. Danach machte er einen Master in International Political Economy an der University of Manchester.
Zwischen Januar 2006 und Januar 2009 unterrichtete Adam International Politics als Teilzeit-Dozent im Manchester University and Seychelles Polytechnic Twinning Programme und seit 2007 ist er Mitglied des Board of Trustees der Seychelles University Foundation.

### Politische Karriere
Adam begann seine diplomatische Karriere im Ministry of Foreign Affairs als Trainee Protocol Officer (1996–1997) und war 2001 bis 2004 Second Secretary. Später wurde er Director General of Presidential Affairs (2006–2007), Principal Secretary im Office of the President (2007–2009) und Staatssekretär im Office of the President (2009–2010), bevor er im Juni 2010 zum Minister for Foreign Affairs ernannt wurde.

## Sport
Neben seiner Beamten-Karriere hat Adam oft als Vertreter der Seychellen an Schwimmwettbewerben teilgenommen. Er nahm an den Olympischen Sommerspielen 1992 in Barcelona teil, an den Schwimmweltmeisterschaften 1994 in Rom, den Schwimmweltmeisterschaften 1998 in Perth, Australien, den Commonwealth Games 1998, den Commonwealth Games 2002 und den Schwimmweltmeisterschaften 2003 in Barcelona teil. Dabei gewann er bei den Afrikaspielen 1999 in Johannesburg, Südafrika eine Bronzemedaille im 4 × 200 m Freistil. Darüber hinaus gewann er bei den Indian Ocean Island Games in den Seychellen (1993), in Reunion (1998) und in Mauritius 2003 Silber- und Bronzemedaillen.

## Familie
Adam ist verheiratet und hat zwei Töchter.